# Digital Extremes
Digital Extremes — канадська компанія, яка займається розробкою відеоігор, заснована 1993 року Джеймсом Шмальцом. Офіс розташований в місті Лондон, Онтаріо, Канада. Компанія має також підрозділ в Торонто, Канада, який називається Digital Extremes Toronto. Штаб-квартира Digital Extremes розташована в Лондоні, Онтаріо. У 2014 році 61% компанії було продано китайській холдинговій компанії Multi Dynamic, нині Leyou, за 73 мільйони доларів США. Президент Джеймс Шмальц і два партнери зберегли 39% Digital Extremes і продовжать керувати нею. 22 травня 2016 року Leyou скористалася опціоном на купівлю і збільшила свою частку до 97% Digital Extremes за 138,2 мільйона доларів США. 23 грудня 2020 року Tencent купила Leyou за 1,3 мільярда доларів США, до якої увійшов контрольний пакет акцій Digital Extremes, яким володіла Leyou. Тепер Digital Extremes належить Tencent.  

## Розроблені відеоігри
- 1993 — Epic Pinball
- 1993 — Silverball (разом з Epic Games)
- 1995 — Extreme Pinball (разом з Epic Games)
- 1998 — Unreal (разом з Epic Games)
- 1999 — Unreal Tournament (разом з Epic Games)
- 2001 — Adventure Pinball: Forgotten Island
- 2002 — Unreal Championship (разом з Epic Games)
- 2002 — Unreal Tournament 2003 (разом з Epic Games)
- 2003 — Desert Thunder (розробка дочірньої студії Brain Box Games)[4]
- 2004 — Marine Heavy Gunner: Vietnam (розробка дочірньої студії Brain Box Games)[5]
- 2004 — Unreal Tournament 2004 (разом з Epic Games)
- 2005 — Pariah
- 2005 — Land of the Dead: Road to Fiddler's Green (розробка дочірньої студії Brain Box Games)[6]
- 2006 — WarPath
- 2007 - The Darkness
- 2008 — Dark Sector
- 2008 — BioShock (портування на PlayStation 3)
- 2009 — Day of the Zombie (розробка дочірньої студії Brain Box Games)[7][8]
- 2010 — BioShock 2 (багатокористувацька частина)
- 2011 — Homefront
- 2012 — The Darkness 2[9][10]
- 2013 — Warframe